# Theodore Robinson (Maler)

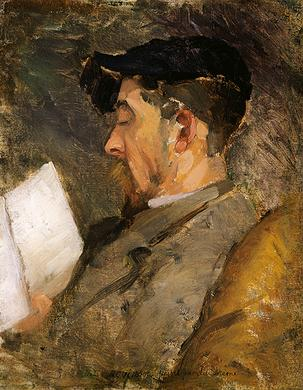
Selbstporträt, ca. 1884–1887

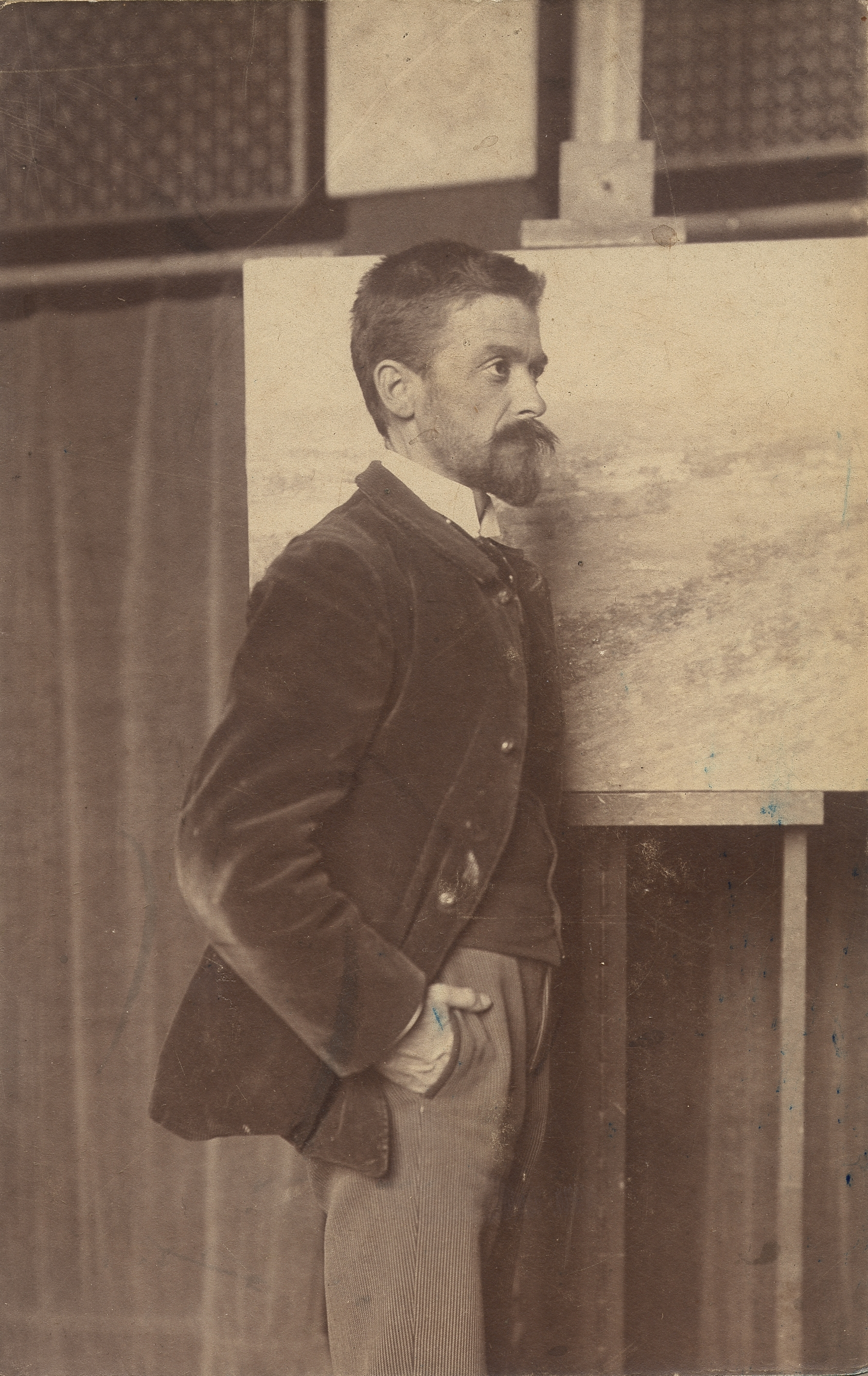
Theodore Robinson 1882

Theodore Robinson (* 3. Juli 1852 in Irasburg, Vermont; † 2. April 1896 in New York City) war ein US-amerikanischer Maler, bekannt für seine impressionistischen Landschaften. Er war einer der ersten amerikanischen Künstler, der den Impressionismus in den späten 1880ern aufgriff, Giverny besuchte und eine enge Freundschaft mit Claude Monet entwickelte. Viele seiner Werke werden als Meisterwerke des amerikanischen Impressionismus betrachtet.

## Ausbildung und frühe Karriere
Robinson wurde in Irasburg, Vermont geboren. Seine Familie zog nach Wisconsin und Robinson studierte kurz Kunst in Chicago. 1874 reiste er nach New York City, um den Unterricht an der National Academy of Design und der Art Students League zu besuchen. 1876 reiste er nach Paris, um unter Carolus-Duran und, an der École des Beaux-Arts, mit Jean-Léon Gérôme zu studieren. Er stellte seine ersten Gemälde 1877 in Paris aus und kehrte danach 1879 für mehrere Jahre zurück nach Amerika. Während dieser Zeit malte Robinson in einer realistischen Weise, locker gemalt, aber noch nicht impressionistisch; oft bildete er Personen in ruhigen häuslichen oder landwirtschaftlichen Tätigkeiten ab.

## Robinson in Giverny
Robinson kehrte 1884 nach Frankreich zurück, wo er für die nächsten acht Jahre leben sollte und Amerika nur gelegentlich besuchte. Robinson zog es nach Giverny, das unter dem Einfluss von Claude Monet zu einem Zentrum wurde für die französische impressionistische Malerei. Historiker sind sich nicht sicher, wann Robinson auf Monet traf, aber um 1888 war ihre Freundschaft für Robinson stark genug, um in die Nachbarschaft des berühmten Impressionisten zu ziehen. Robinsons Kunst verschob sich während dieser Zeit zu einer mehr klassischen impressionistischen Art und Weise, wahrscheinlich infolge Monets Einfluss. Während sich in Giverny etliche Amerikaner einfanden, war niemand so nahe an Monet wie Robinson. Monet bot Robinson Ratschläge an und ebenso erbat er die Meinung von Robinson über Monets eigene fortschreitende Arbeiten.
Robinson malte in Giverny das, was Historiker als einige seiner besten Arbeiten betrachten. Sie stellen die umliegende Landschaft bei unterschiedlichem Wetter dar, gemalt unter freiem Himmel, manchmal mit Frauen in ruhigen Haltungen. Ein Beispiel seiner ausgereiften Arbeit während dieser Periode ist La Débâcle (1892) in der Sammlung des Scripps College, Claremont (Kalifornien).

## Rückkehr nach Amerika

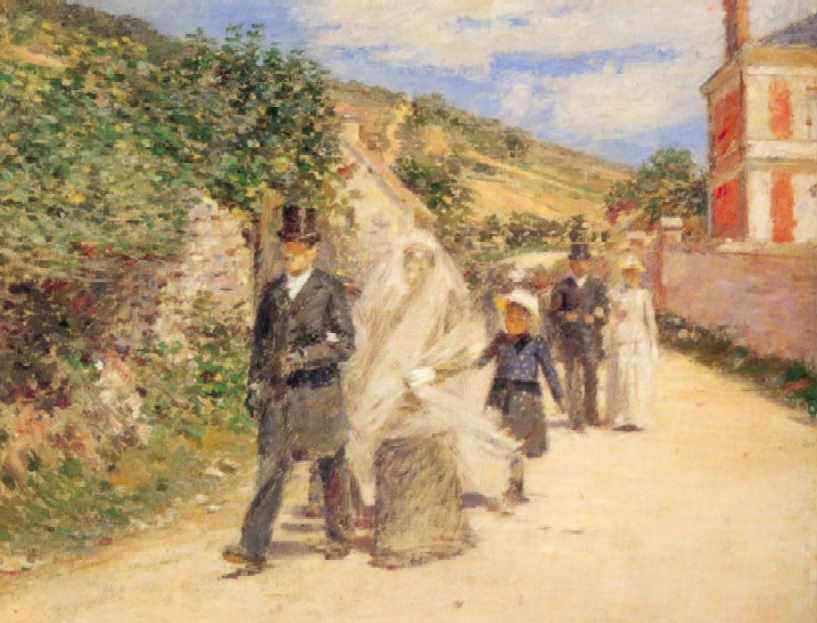
The Wedding March, 1892

Robinson verließ Frankreich und Monet 1892 endgültig. Nach seiner Rückkehr nach Amerika blieb er eine Weile in Napanoch, New York, einer kleinen Stadt in der Nähe der Catskill Mountains, wo er mehrere Kanalszenen malte. Mit New York City als Ausgangsbasis kreiste Robinson zwischen einer wachsenden Zahl amerikanischer Künstler und führte den Impressionismus weiter. Er stand besonders John Henry Twachtman und Julian Alden Weir nahe und verbrachte viel Zeit in der nahen Künstlerkolonie in Cos Cob School, Connecticut. Dort malte er eine Reihe von Bootszenen im Riverside Yacht Club, die als einige seiner besten Arbeiten betrachtet werden.

## Letzte Jahre
Obwohl sein Ruf als bedeutender amerikanischer Impressionist wuchs, brauchte Robinson dennoch Hilfe, um etwas zu lernen. Er hegte außerdem Zweifel über die Qualität seiner Arbeit. Seine Karriere und sein Leben endeten unerwartet im April 1896 durch eine tödliche Asthmaattacke in New York City.
Heute finden sich die Gemälde von Robinson in den Sammlungen vieler bedeutender Museen, etwa dem Metropolitan Museum of Art in New York City, der National Gallery of Art, Washington, D.C. und dem Art Institute of Chicago. In Deutschland bewahrt das Nordfriesisches Museum. Nissenhaus Husum das Landschaftsbild Mount Solaro, Capri auf.

## Werke

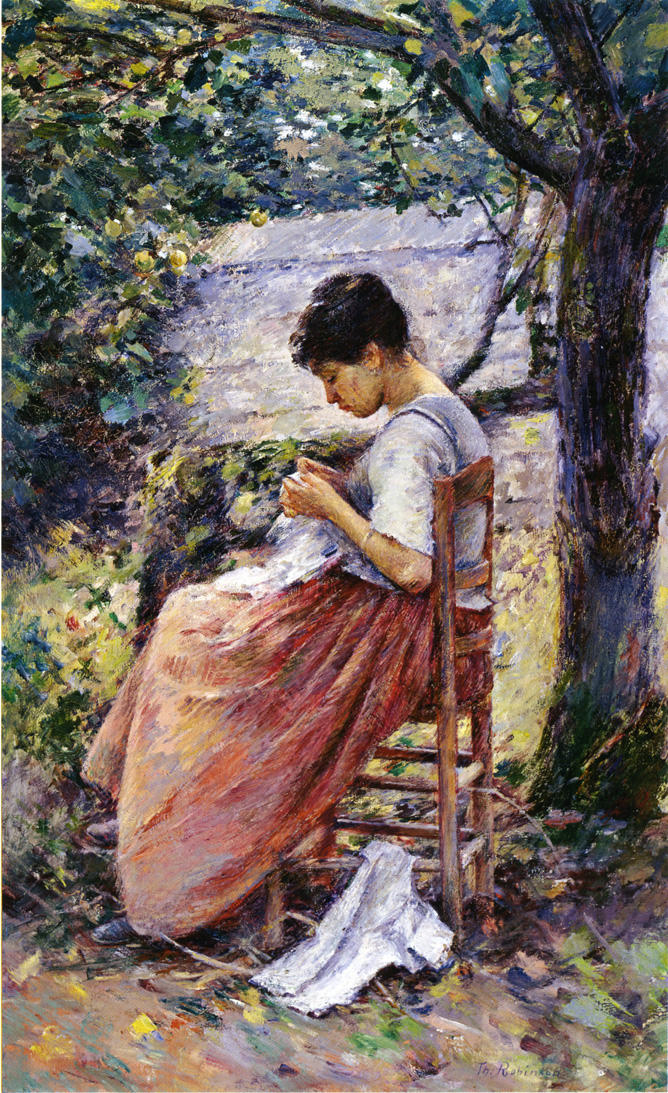
The Layette, 1882
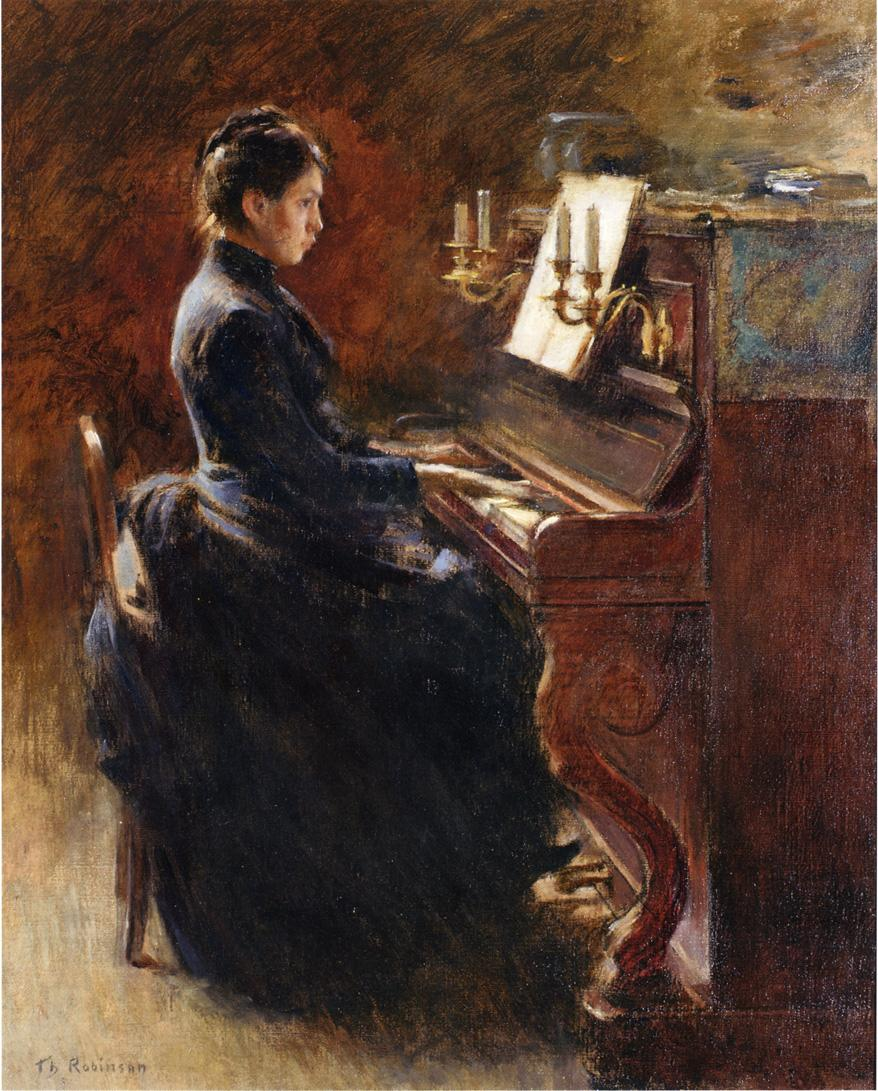
Girl at Piano, etwa 1887
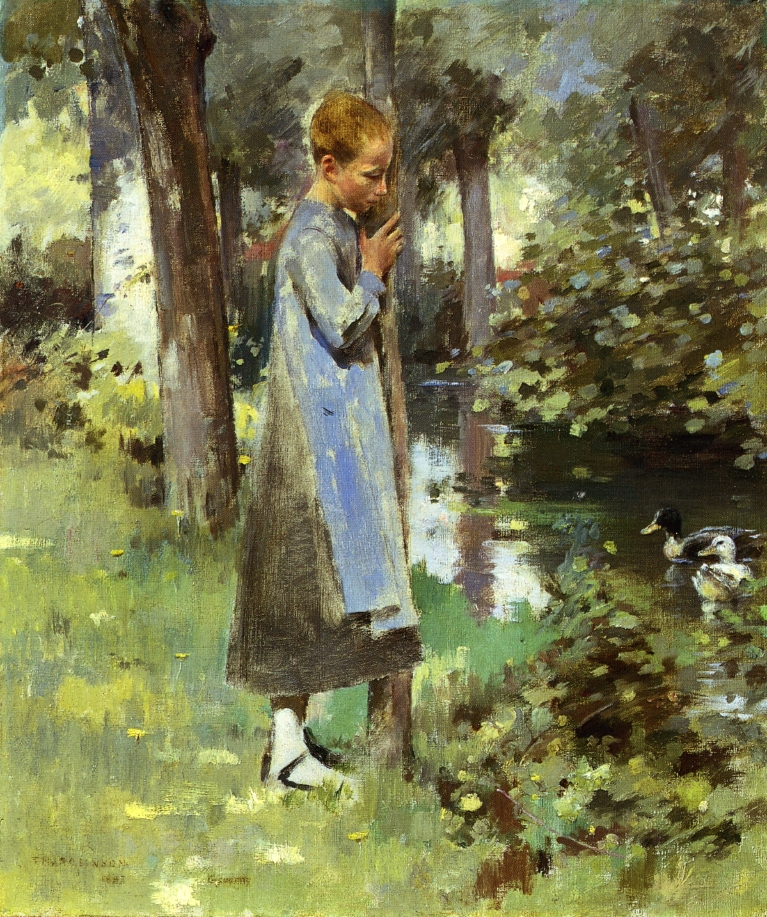
By the River, 1887
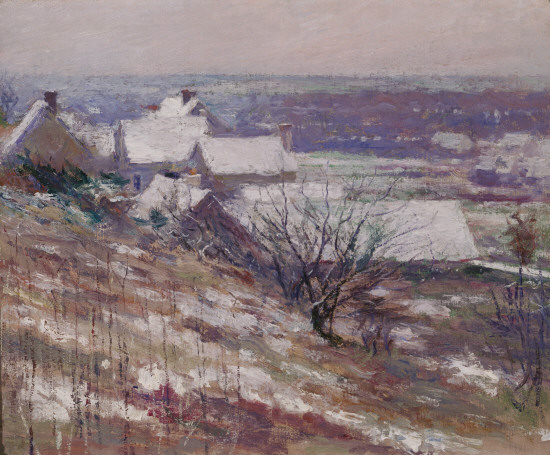
Winter Landscape, 1889
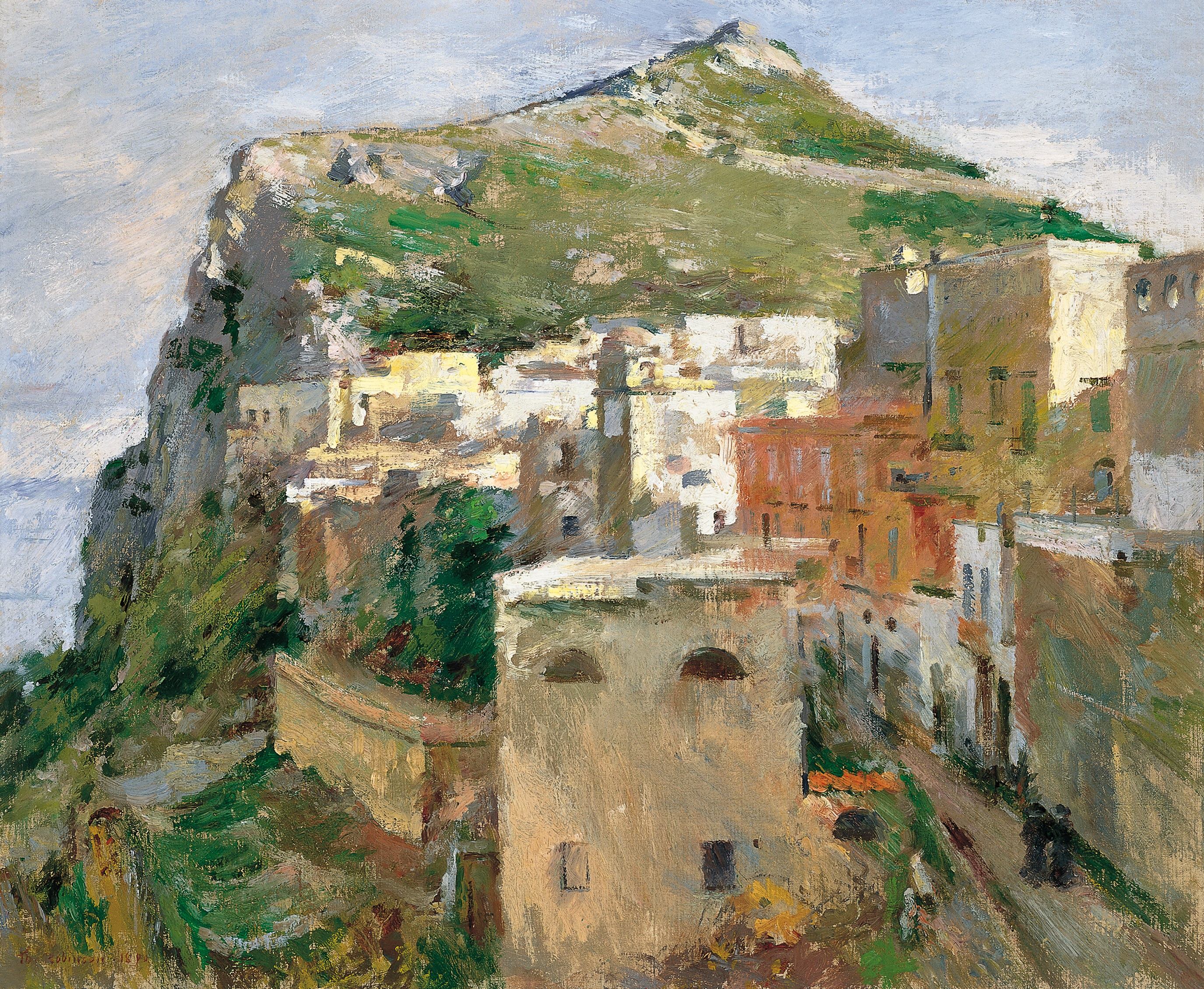
Capri, 1890
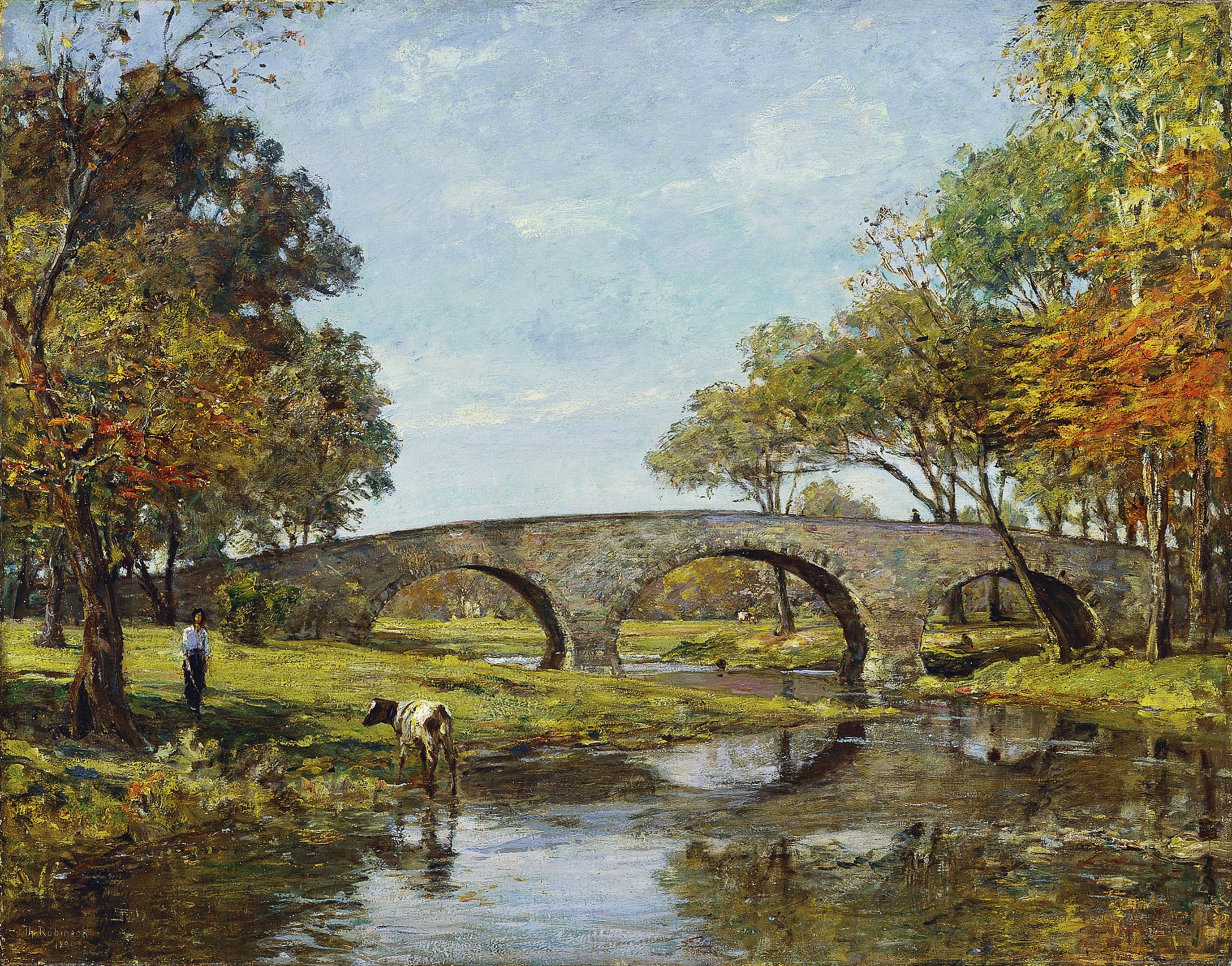
The Old Bridge, 1890
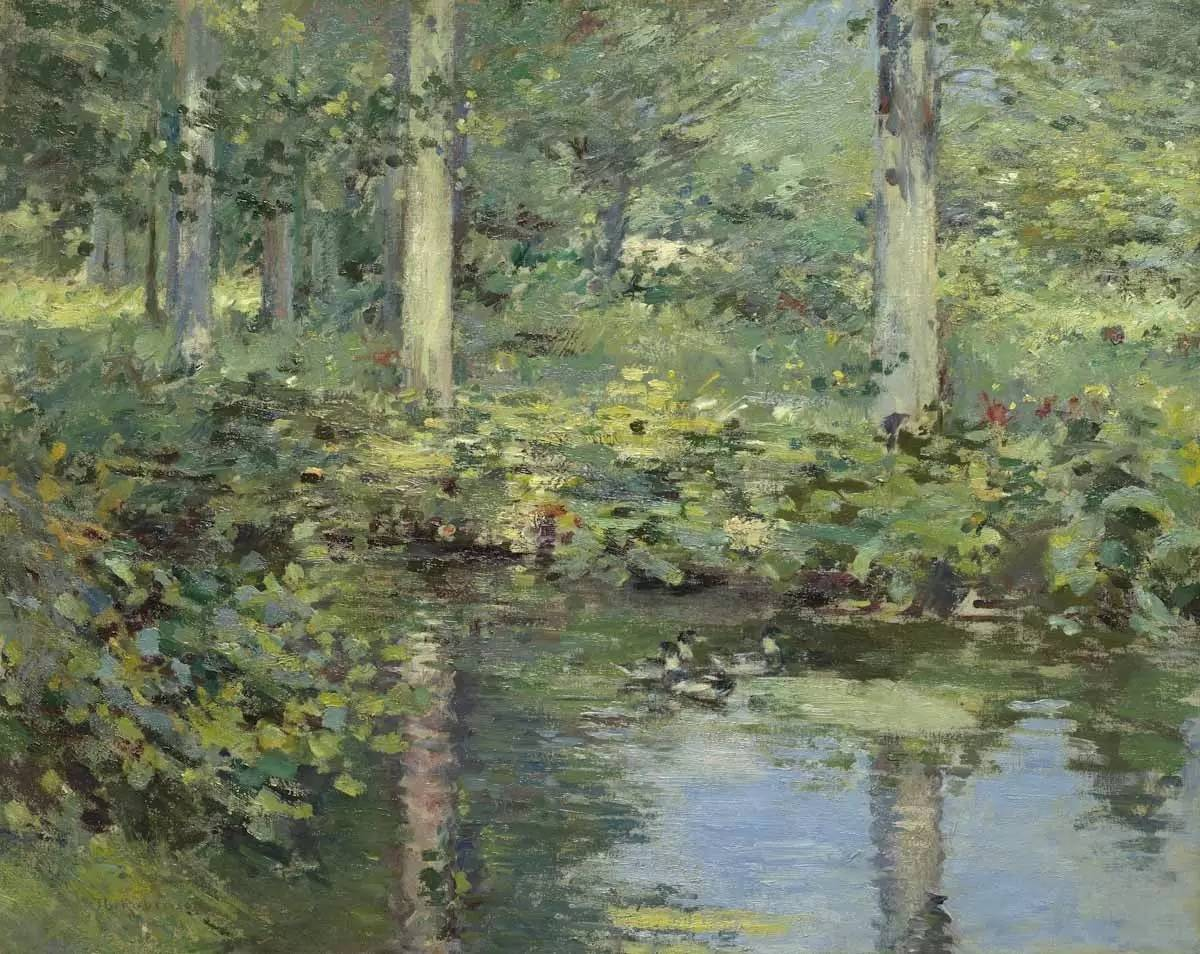
The Duck Pond, 1891
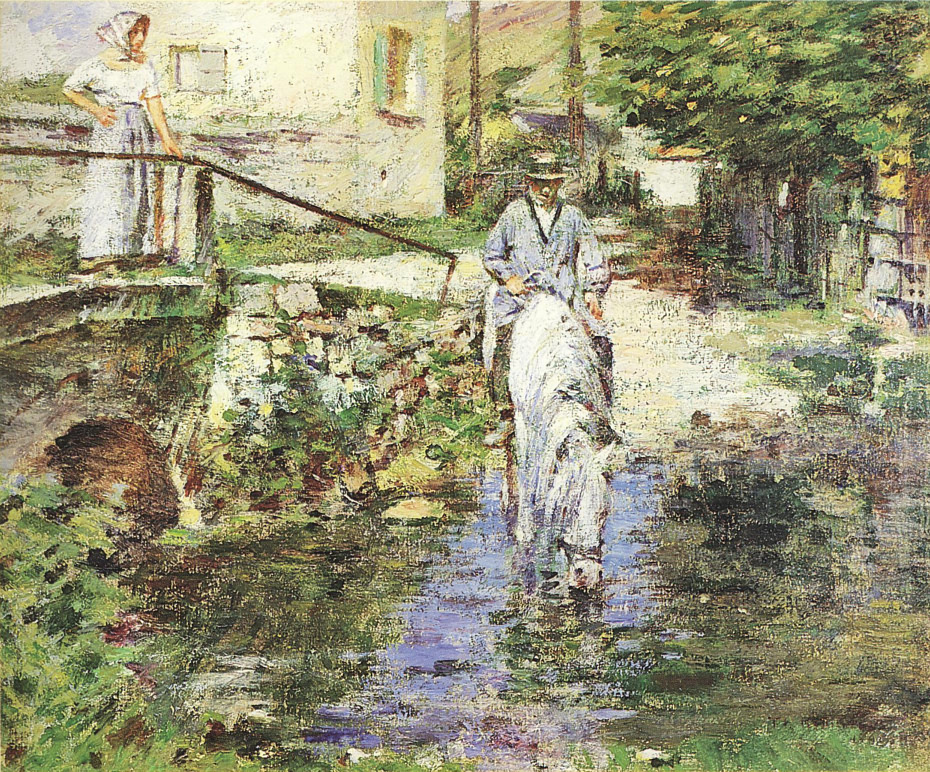
Père Trognon and His Daughter at the Bridge, 1891
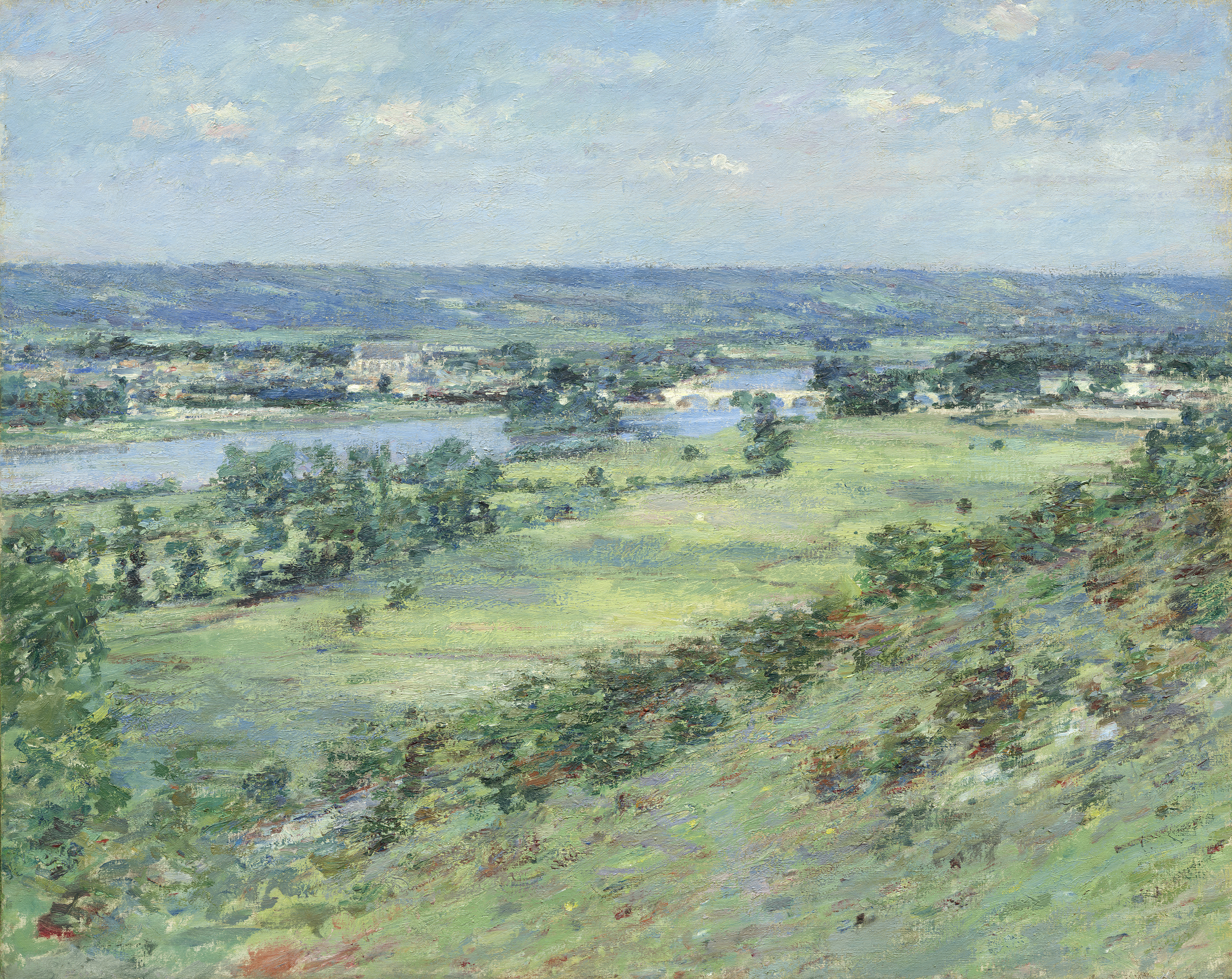
Valley of the Seine from Giverny Heights, 1892
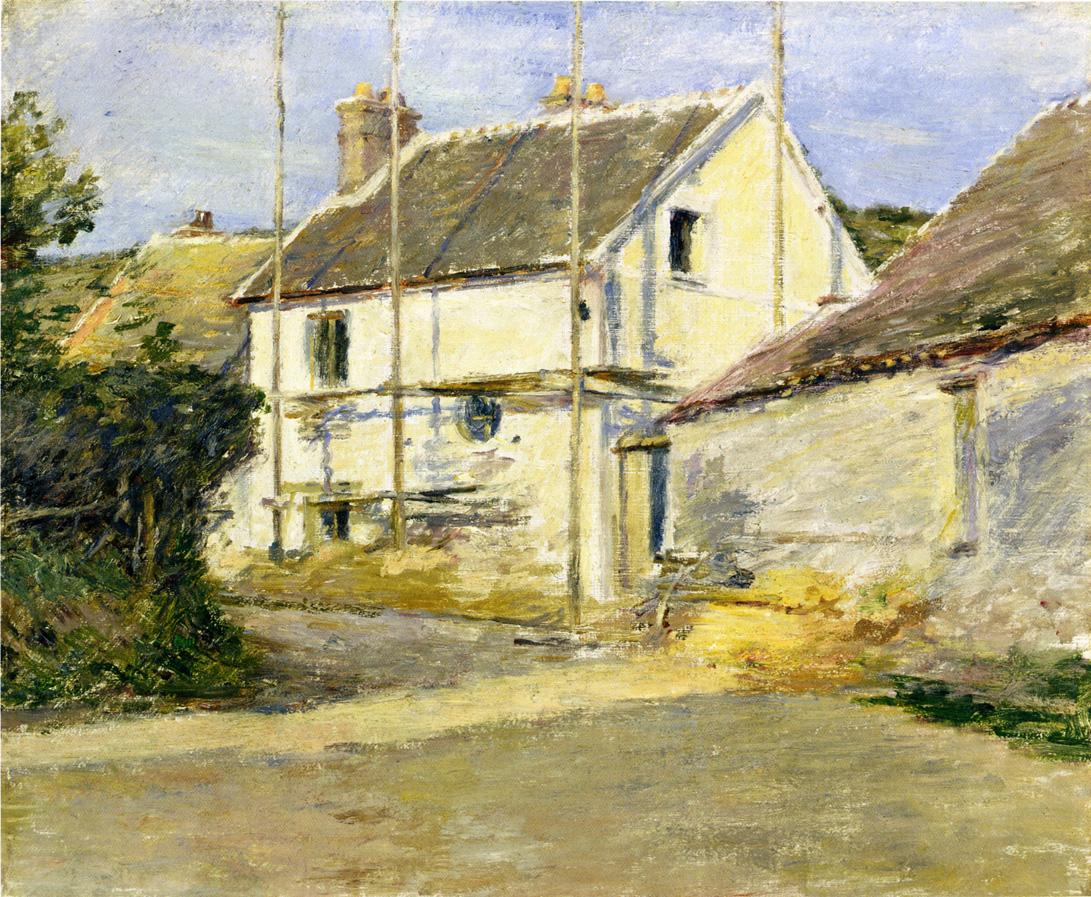
House with Scaffolding, 1892
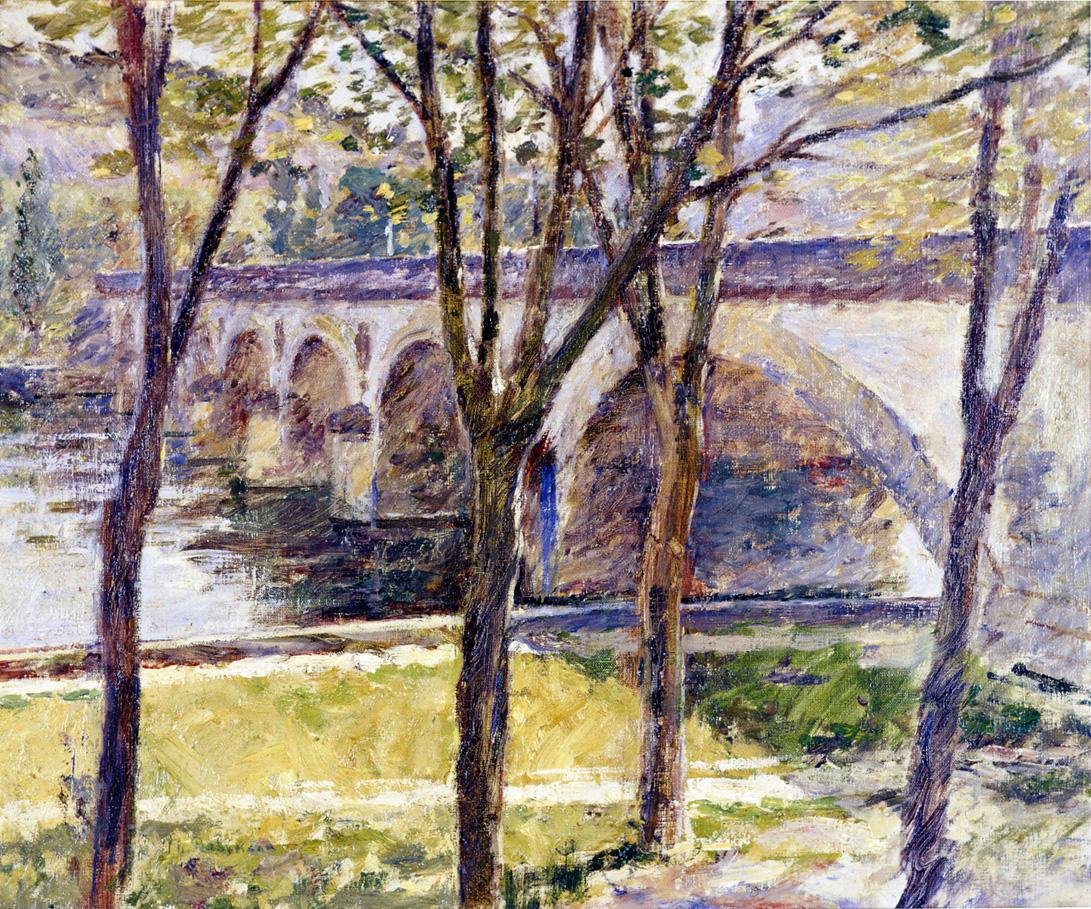
Bridge near Giverny, etwa 1892
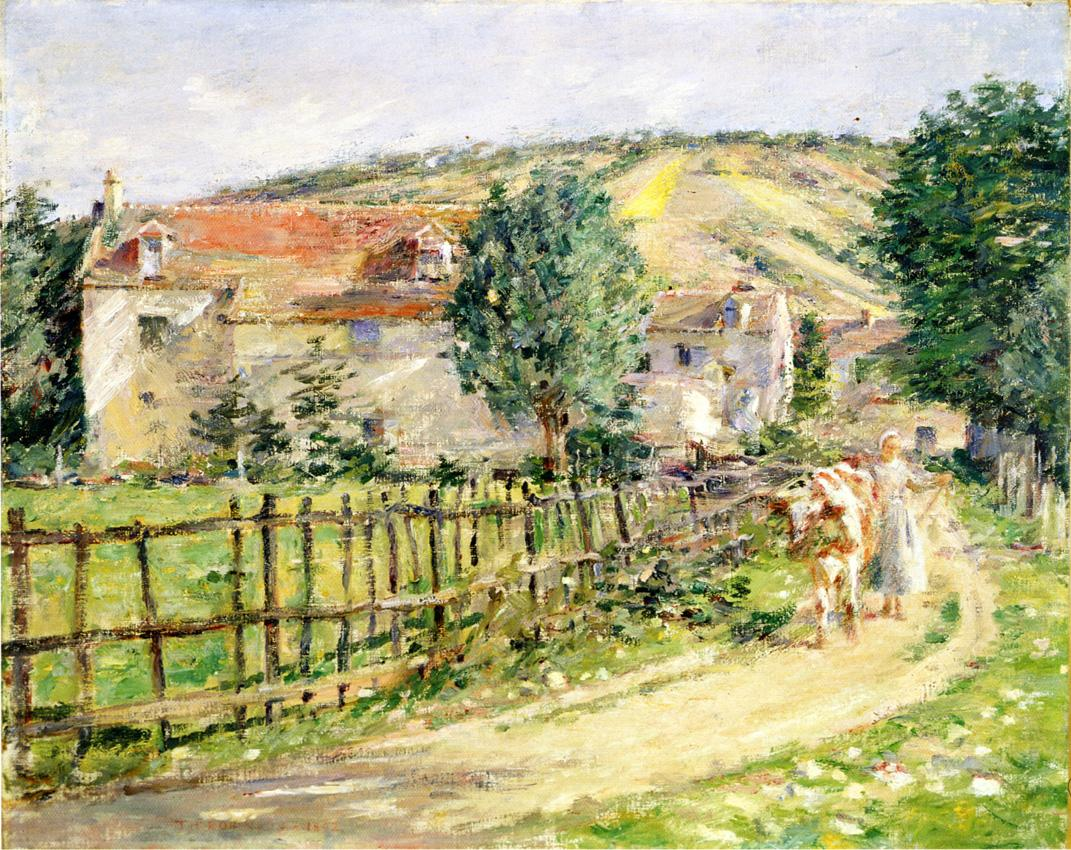
Road by the Mill, 1892
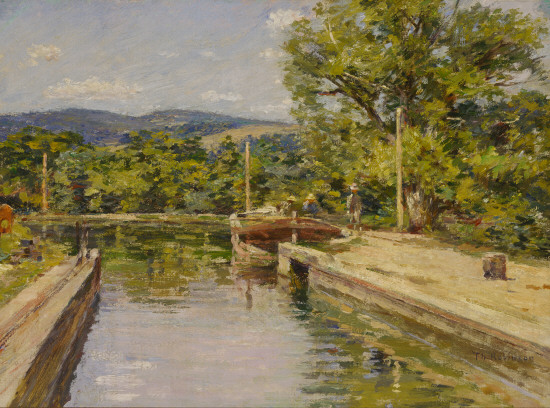
Canal Scene, 1893
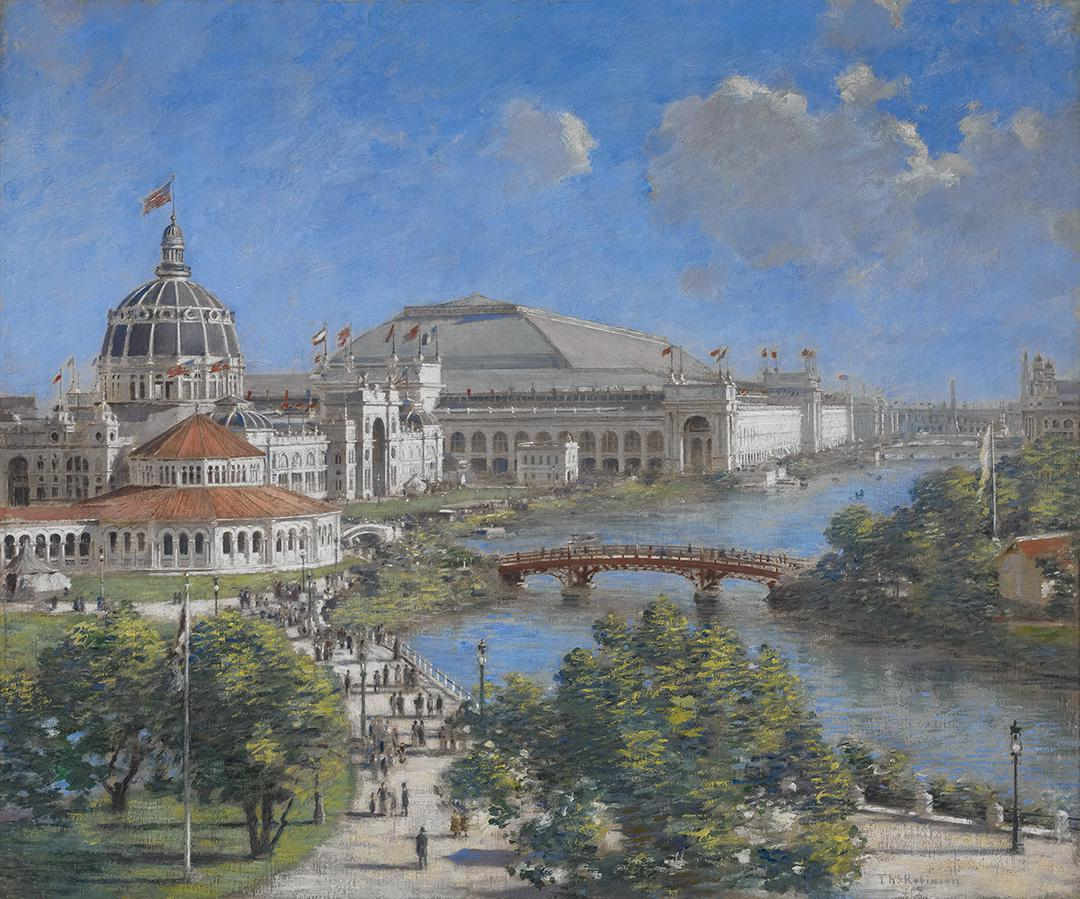
World Colombian Exposition, 1894